# Хорватська Республіка Герцег-Босна
Хорватська Республіка Герцег-Босна (хорв. Hrvatska Republika Herceg-Bosna) — невизнана держава в Боснії і Герцеговині, яка існувала у 1991—1994 роках під час Боснійської війни. Столицею Герцег-Босни де-юре був Західний Мостар, а де-факто Груде. Герцег-Босна припинила своє існування в 1994 році, вступивши у Федерацію Боснії і Герцеговини після підписання Вашингтонської угоди.

## Історія
Правляча партія в Республіці Хорватія (Хорватська демократична співдружність) організувала та контролювала філію цієї партії в Боснії і Герцеговині. Наприкінці 1991 керівні посади в партії обійняли найрадикальніші сили під керівництвом Мате Бобана, Даріо Кордича тощо, за підтримки Франя Туджмана і Гойка Шушака.
18 листопада 1991 Мате Бобан і Даріо Кордич, пізніше засуджені Міжнародним трибуналом щодо колишньої Югославії за скоєння воєнних злочинів, оголосили про створення Хорватської співдружності Герцег-Босна як окремої політичної, культурної, економічної і територіальної одиниці на території Боснії і Герцеговини.
Керівництво Герцег-Босни брало участь (особливо, починаючи з травня 1992, тобто після того, як у квітні Боснія і Герцеговина проголосила незалежність від Югославії) в «хорватизації» (етнічних чистках) муніципалітетів, які, як вони стверджували, були частиною Герцег-Босни. Постійно зростала кількість переслідувань і дискримінацій, спрямованих проти нехорватського (зокрема боснійського) населення. Хорватська рада оборони (військові формування хорватів) взяла під контроль багато муніципальних органів влади місцевих боснійських лідерів. Хорватською владою за допомогою військової сили були захоплені і взяті під контроль засоби масової інформації. Були введені хорватська символіка і валюта, хорватські програми і хорватська мова були введені в школах. Багато босняків і сербів були зняті з посад у державних і приватних підприємствах; гуманітарна допомога була керованою і обмежувалось її надходження до боснійців і сербів. Багатьох з них було депортовано в концентраційні табори: Геліодром, Дретелі, Габель, Войно і Сунє.
ХДС брала участь у переговорах в Женеві щодо розділу Боснії і Герцеговини на три етнічні республіки, що не було прийнято боснійською стороною. 28 серпня 1993 хорватська спільнота Герцег-Босни оголосила себе Хорватською Республікою Герцег-Босна. Її першим президентом був Мате Бобан, другий — Крешимир Зубак. Незалежність Герцег-Босни не була визнана жодною державою. Конституційний суд Боснії та Герцеговини оголосив Герцег-Босну поза законом спочатку 14 вересня 1992 року, а потім знову 20 січня 1994.
Проти лідерів Герцег-Босни (Ядранко Прлич, Бруно Стоїч, Слободан Праляк, Мілівой Петкович, Валентин Чорич і Берислав Пушич) було розпочато судовий розгляд у МТКЮ за звинуваченням, у тому числі, у злочинах проти людяності, серйозних порушеннях Женевських конвенцій і порушеннях законів або звичаїв війни.
Зі стенограми секретних розмов між Франьом Туджманом і керівництвом Герцег-Босни стало достеменно відомо, що у них існував намір повністю приєднати Боснію і Герцеговину до Хорватії, а також розділити територію Сербії.

## Поточна ситуація
Останнім часом все частіше звучать ініціативи відновлення Герцег-Босни, створивши третій суб'єкт у Боснії і Герцеговині. Початок поклав 2005 року Іво Міро Йович, після своєї фрази: «Я не хочу дорікати боснійським сербам, проте, якщо у них є своя сербська республіка, то ми повинні також створити хорватську і боснійську (мусульманську) республіки». Офіційна влада Боснії і Герцеговини від хорватів проти таких ініціатив, але деякі хорватські політики підтримують ідею створення третього (хорватського) органу влади.
Драган Чович, президент однієї з головних хорватських партій у Боснії — Хорватського демократичного союзу Боснії і Герцеговини, заявив, що «..всі хорватські партії повинні виступити з пропозицією розділити Боснію на три етнічні утворення і Сараєво як окремий район. Хорватські політики повинні бути ініціаторами нової конституції, яка гарантувала б хорватам ті ж права, що і в інших народів. Кожний федеральний підрозділ буде мати свої законодавчі, виконавчі та судові органи». Він також відзначив, що нинішня двосуб'єктна система є недолугою, тому що хорвати піддаються асиміляції і позбавлені основних прав людини у федерації з боснійцями.